# مطارد (فلم 1979)
مطارد (بالروسية: Сталкер) فيلم درامي وخيال علمي سوفيتي لعام 1979، من إخراج أندريه تاركوفسكي وسيناريو كتبه بوريس وأركادي ستروجاتسكي، إستنادًا إلى روايتهما «نزهة على جانب الطريق Roadside Picnic» الصادرة 1972. يجمع الفيلم بين عناصر الخيال العلمي وموضوعات درامية فلسفية ونفسية. يروي الفيلم قصة مرشد يقود رجلين عبر منطقة تعرف باسم «المنطقة» للعثور على غرفة تمنح الأمنيات.

## طاقم التمثيل
الكسندر كايدانوفسكي: في دور المطارد
أناتولي سولونيتسين: في دور الكاتب
أليسا فريندليش: في دور زوجة ستوكر
نيكولاي جرينكو: في دور الأستاذ
ناتاشا أبراموفا: في دور ابنة ستوكر
فايمي جورنو: في دور صديق الكاتب
أي. كوستين: في دور ليوجر (صاحب المقهى)
رايمو رندي: في دور رجل الدورية
فلاديمير زمانسكي: (صوت في محادثة هاتفية مع الأستاذ)

## عن عنوان الفيلم
أطلق على الفيلم العنوان «مطارد»، حيث أنها الكلمة التي إستخدمها الأخوين ستروجاتسكي في روايتهم «نزهة على جانب الطريق»، والتي يستند إليها الفيلم للتعبير عن لقبًا شائعًا للرجال المنخرطين في مشروع غير قانوني للتنقيب عن القطع الأثرية الغريبة وتهريبها خارج البلاد.  «المطارد» في الفيلم هو مرشد محترف للمنطقة، وشخص لديه القدرة والرغبة في عبور الحدود إلى مكان خطير وممنوع بهدف محدد.

## أحداث الفيلم
تدور الأحداث في المستقبل، حيث يعمل بطل الرواية في قيادة الناس عبر منطقة لا تطبق فيها القوانين العادية. تحتوي المنطقة على مكان يسمى «الغرفة»، يقال إنها تحقق رغبات أي شخص يدخلها، والمنطقة كلها محاطة بالسرية ومغلقة من قبل الحكومة ومحاطة بأخطار مشؤومة. يجلس ستوكر في المنزل مع إبنته وزوجته التي تتوسل إليه ألا يذهب إلى المنطقة، لكنه يرفض طلبها بإستخفاف. يلتقي ستوكر في حانة متهدمة بعملائه التاليين وهم الكاتب والأستاذ في رحلة إلى المنطقة. يعطي ستوكر تعليماته المشددة لعملائه بتنفيذ ما يقوله بالضبط للنجاة من المخاطر حيث أن المنطقة في حراسة الشرطة، ويوضح أنه يجب إحترام المنطقة وأن الطريق المستقيم ليس دائمًا أقصر طريق. يتشكك الكاتب في أي خطر حقيقي، لكن الأستاذ يتبع نصائح ستوكر.
يناقش الرجال الثلاثة أثناء سفرهم، أسباب رغباتهم في زيارة الغرفة. يعبر الكاتب عن خوفه من فقدان إلهامه، ويبدو الأستاذ أقل قلقًا، ويعترف بأنه يأمل في الفوز بجائزة نوبل للتحليل العلمي للمنطقة، ويؤكد ستوكرعلى أنه ليس لديه أي دافع يتجاوز هدف الإيثار لمساعدة اليائسين على رغباتهم. يصل الثلاثة أخيرًا إلى وجهتهم، مبنى صناعي متهالك ومتداعي، وفي غرفة إنتظار صغيرة، يقرر الأستاذ الإتصال بزميل له، ومع إقتراب الثلاثي من الغرفة، يكشف الأستاذ عن نواياه الحقيقية في القيام بالرحلة، لقد أحضر معه قنبلة زنة 20 كيلوطن (يمكن مقارنتها بقنبلة ناجازاكي النووية)، وهو ينوي تدمير الغرفة لمنع إستخدامها من قبل الأشرار. يدخل الرجال الثلاثة في مواجهة جسدية ولفظية خارج الغرفة مباشرة مما يتركهم مرهقين. يتخلى الأستاذ عن خطته لتدمير الغرفة، ويفكك القنبلة.
يعود ستوكر ويحكي لزوجته كيف فقدت البشرية إيمانها اللازم لعبور المنطقة والعيش حياة جيدة. بينما ينام ستوكر، تفكر زوجته في علاقتهما. تجلس ابنة ستوكر في المشهد الأخير، بمفردها في المطبخ تقرأ قصيدة حب لفيودور تيوتشيف، ويبدو أنها تستخدم قدرة عقلية تدفع ثلاثة أكواب للشرب عبر الطاولة. يمر قطار من المكان الذي تعيش فيه عائلة ستوكر، وتهتز الشقة بأكملها.

## إستقبال الفيلم
كان مستوى إستقبال الفيلم أقل من المتوسط. إنتقد المسؤولون في جوسكينو، وهي مجموعة حكومية تُعرف باسم لجنة الدولة للتصوير السينمائيState Committee for Cinematography، أن الفيلم كان يجب أن يكون أكثر سرعة وديناميكية، أجاب المخرج تاركوفسكي: «يجب أن يكون الفيلم أبطأ في البداية حتى يكون لدى المشاهدين الذين دخلوا دور العرض بطريق الخطأ وقتًا للمغادرة قبل بدء الحدث الرئيسي».
تم بيع 4.3 مليون تذكرة في الاتحاد السوفيتي لهذا الفيلم.
منح موقع الطماطم الفاسدة تقييم 100% للفيلم وكان التعليق العام: «الفيلم عبارة عن مثل معقد ومنحرف يرسم صورًا لا تُنسى وتأملات فلسفية من بيئة الخيال العلمي والإثارة».
حصل الفيلم على جائزة لجنة التحكيم الدولية في مهرجان كان السينمائي، وجائزة لجنة تحكيم الجمهور.

## وصلات خارجية
- https://www.filmaffinity.com/us/film534365.html مطارد (فلم 1979)
- https://www.imdb.com/title/tt0079944/ مطارد (فلم 1979)
- https://www.rottentomatoes.com/m/1043378-stalker مطارد (فلم 1979)